# Philharmonie de Paris
Philharmonie de Paris (česky Pařížská filharmonie) je koncertní sál pro 2400 návštěvníků v Paříži, který byl postaven v letech 2009–2015. Sál je určen v první řadě pro symfonické orchestry, ale také pro komorní jazzové orchestry nebo world music. Stavba se nachází v 19. obvodu mezi Boulevardem Sérurier a Avenue Jean Jaurès na jihovýchodním okraji parku Villette v sousedství Cité de la musique a Grande halle de la Villette. Autorem projektu je architekt Jean Nouvel. Filharmonie je sídlem dvou orchestrů (Orchestre de Paris, Ensemble intercontemporain) a tří přidružených organizací (Orchestre de chambre de Paris, Les Arts Florissants a Orchestre national d'Île-de-France). Sál byl otevřen 14. ledna 2015.

## Historie
V roce 2006 oznámili ministr kultury a komunikací Renaud Donnedieu de Vabres, starosta Paříže Bertrand Delanoë a ředitel Cité de la musique Laurent Bayle záměr na výstavbu nové pařížské koncertní síně a 17. listopadu téhož roku byla vyhlášena mezinárodní architektonická soutěž, do které se přihlásilo 98 soutěžících. Jako vítěz byl vybrán ateliér Jeana Nouvela. V roce 2009 byly zahájeny stavební práce na pozemku o rozloze 19 800 m2.
Na financování stavby se podílel stát prostřednictvím ministerstva kultury (45 %), město Paříž (45 %) a region Île-de-France (10 %). Původní náklady na stavbu se odhadovaly na 170 miliónů eur, avšak podle zprávy senátního finančního výboru vystoupaly do výše 386 miliónů.
Slavnostní otevření proběhlo 14. ledna 2015 za účasti francouzského prezidenta Françoise Hollanda. Naopak architekt Jean Nouvel se na otevření záměrně nedostavil, neboť ho považoval za předčasné a kritizoval opovržení, kterému byl vystaven během své práce. Představení odehrál Orchestre de Paris a skládalo se z francouzské hudby (Edgard Varèse, Henri Dutilleux, Gabriel Fauré, Maurice Ravel a Thierry Escaich).

## Stavba
Spolupracovnicí Jeana Nouvela je architektka se specializací na koncertní sály Brigitte Métra. Projekt je zasazen do sousedství různých staveb jako Cité de la musique, Grande halle de la Villette, Cité des sciences et de l'industrie a La Géode.
Kromě hlavního koncertního sálu (Grande Salle) s 2400 místy je zde také výstavní prostor (přes 1100 m2) a vzdělávací centrum (1750 m2). Kromě toho slouží jako sídlo místních orchestrů včetně zkušeben, studií a restaurace.